# Glostrup
Glostrup è un comune danese nella regione di Hovedstaden, che forma uno dei sobborghi occidentali di Copenaghen. È la sede amministrativa del comune di Glostrup, con una popolazione stimata di 22.357 nel 2015.
Durante il XX secolo Glostrup si è sviluppata da piccola città ferroviaria in un moderno sobborgo della classe media. La popolazione ha raggiunto un picco durante il volo degli anni '70 dal centro di Copenaghen, ma da allora si è stabilizzata. Mentre la maggior parte della periferia occidentale di Copenaghen è dominata da progetti di edilizia residenziale pubblica, il mix di Glostrup è intorno alla media danese. Una serie di grandi aziende, ad es. Le sezioni danesi di Grontmij e Motorola, insieme a NKT Holding e Pandora si trovano nell'area. Insieme ai comuni circostanti, costituisce il centro dell'industria produttiva di Copenaghen. Il comune di Glostrup ha un totale di 21.200 posti di lavoro nel settore pubblico e privato insieme.
Glostrup ospita anche una serie di uffici pubblici e istituzioni, ad es. Københavns Vestegn Police Departement e Glostrup Court, che copre la periferia occidentale e settentrionale di Copenaghen. Il Glostrup Hospital è stato inaugurato nel 1958 e impiega 3.200 persone.

## Storia

### Storia antica
Il villaggio di Glostrup è stato fondato tra il 1000 e il 1197 e prende il nome dal suo fondatore Glob. Il villaggio viene menzionato per la prima volta tra il 1186 e il 1197 come Glostorp, ma la chiesa di Glostrup risale al 1150 circa, il che indica che una comunità ben consolidata era già stata trovata nel sito a questo punto. La maggior parte dei terreni di proprietà privata passò sotto la cattedrale di Roskilde nel corso dei successivi due secoli, ma fu confiscata dalla Corona dopo la Riforma nel 1536.
Fonti del 1682 indicano che il suolo della zona era abbastanza fertile in quanto il villaggio era costituito da otto fattorie e 13 case. La maggior parte dei piccoli proprietari lavorava per gli agricoltori.
Nel 1773, quando fu costruita la nuova Roskilde Road tra Copenaghen e Roskilde, divenne la strada principale della zona.

### Dopo la Ferrovia
Glostrup era una stazione della nuova ferrovia, la prima della Danimarca, aperta tra Copenaghen e Roskilde. Glostrup ha cambiato carattere e la popolazione è cresciuta notevolmente negli ultimi decenni del secolo. Una casa per i poveri fu fondata nel 1862 e fu seguita da una farmacia nel 1864, una nuova scuola nel 1876 e un collegamento telefonico nel 1886.

### XX Secolo
Nell'area si stabilirono anche un numero crescente di imprese industriali e i fratelli Lever aprirono una fabbrica di sapone nel 1924.

## Alloggi
La Glostrup Housing Association è stata fondata nel 1943 come parte dell'espansione della capitale danese e come risposta alla crescente domanda di alloggi in generale. La crescita della popolazione unita alle già misere condizioni di vita nel centro della città ha portato a una serie di piani nazionali per espandere il numero di unità abitative. Mentre i sostenitori della Glostrup Housing Association, prevalentemente socialdemocratici, hanno sottolineato la necessità di mantenere il controllo locale dei piani di espansione, gli oppositori hanno criticato la costruzione di alloggi pubblici nel comune. Il progetto più grande dell'associazione è stata la costruzione di 1.200 unità abitative in relazione alla costruzione del Glostrup Hospital. Sono stati costruiti tra il 1956 e il 1965, definendo infine Glostrup come un sobborgo piuttosto che un villaggio. Altri grandi progetti includevano l'erezione di Avedøre Stationsby (trasferita al comune di Hvidovre nel 1974) e il piano Hvissinge.

## Infrastrutture e trasporti
I trasporti a Glostrup sono stati storicamente dominati dalla stazione ferroviaria aperta sulla prima ferrovia danese nel 1847 tra Copenaghen e Roskilde. Durante l'espansione delle autostrade intorno a Copenaghen nel periodo della guerra portuale, Glostrup divenne una nota centrale nella nuova geografia dei trasporti della più vasta area di Copenaghen.

### La stazione ferroviaria
Mentre la ferrovia originariamente aveva una fermata a Glostrup, nel 1918 fu costruita una stazione per servire l'economia locale. È stato progettato da Heinrich Wenck. Nel 1953 la rete dei treni S è stata ampliata a Glostrup.